# Incidente dell'Alouette della South African Air Force
Il 23 dicembre 1975, un elicottero Aérospatiale Alouette III della Suid-Afrikaanse Lugmag (l'aeronautica sudafricana) che trasportava un equipaggio di due uomini e quattro ufficiali dell'esercito rhodesiano si schiantò vicino a Cashel in Rhodesia dopo essere entrato in collisione col cavo di una gomena durante il volo. L'incidente costituì un duro colpo per le forze di sicurezza rhodesiane, che combatterono aspramente contro gli insorti ZANLA e ZIPRA nella Guerra civile in Rhodesia, poiché gli ufficiali coinvolti erano tra i migliori e si sarebbero rivelati difficili da sostituire.

## L'incidente
Un Alouette III dell'aeronautica sudafricana (SAAF) con l'equipaggio costituito da un pilota della SAAF, il sottotenente aereo Johannes van Rensberg, e un tecnico di volo dell'aeronautica sudafricana (SAF), il sergente Pieter van Rensberg, stava volando da Umtali a Melsetter con quattro alti ufficiali dell'esercito rhodesiano come passeggeri, ovvero il maggior generale John Shaw, il colonnello David Parker, il capitano John Lamb e il capitano Ian Robinson. L'Alouette III era uno dei tanti veicoli prestati alla Rhodesia per assistere nelle operazioni di contro-insurrezione durante la guerra civile in Rhodesia.
Volando a bassa quota secondo la procedura e in rotta verso le truppe di stanza al confine per una visita di Natale, l'elicottero volò contro un cavo arrugginito e dimenticato da tempo intorno alle 10:00 presso la Shinda Orchards Farm vicino a Cashel, appena a sud di Umtali e 3 km dal confine con il Mozambico. Il cavo era stato utilizzato anni prima per far passare i tronchi lungo un ripido pendio e non era contrassegnato su nessuna mappa. La cellula iniziò a spaccarsi quando l'elicottero andò fuori controllo e si schiantò. Tutti a bordo persero la vita meno il pilota, rimasto gravemente ferito e privato di una gamba. Gli misero una gamba artificiale e ottenne il soprannome di Peg-a-Leg van Rensburg.
Sei giorni dopo si tenne un funerale combinato il 30 dicembre, nella cattedrale anglicana di St. Mary a Salisbury. Una guardia d'onore congiunta, cosa insolita ma concessa a causa della rara tragedia di quattro ufficiali di quattro diversi reggimenti morti uno accanto all'altro, venne fornita dalla Rhodesian Light Infantry (RLI) e dai Rhodesian African Rifles (RAR). Fu il più grande funerale delle forze di sicurezza mai tenuto in Rhodesia, con un enorme contingente di ufficiali che prese parte al corteo funebre. Dietro la guardia d'onore e le famiglie degli uomini, il comandante in capo dell'esercito, il tenente generale Peter Walls, il ministro della difesa e degli affari esteri PK van der Byl, il commissario Peter Sherren della British South Africa Police (BSAP), l'Air marshal Mick McLaren della RhAF e l'addetto militare sudafricano, il brigadiere LL Gordon, guidarono questa lenta marcia.
Il corpo del sergente Pieter van Rensburg fu trasportato in aereo in Sud Africa per essere sepolto il 28 dicembre con tutti gli onori militari nel cimitero di Voortrekker Heights a Pretoria. Il servizio si tenne nella Cappella dell'Aviazione di Zwartkops.

## Conseguenze
Shaw era il capo di stato maggiore dell'esercito rhodesiano e quindi il secondo in comando di Walls. Quasi un mese prima, il 30 novembre, Parker aveva terminato il suo mandato come comandante della RLI, dopodiché era stato promosso da tenente colonnello al grado di colonnello. Robertson era l'ufficiale in comando ad interim della 5ª Compagnia Indipendente del Reggimento Rhodesia, e Lamb prestò servizio nel quartier generale della 3ª Brigata della RAR.
Gli storici Hannes Wessels e PJH Petter-Bowyer concordano sul fatto che la morte degli ufficiali rhodesiani, in particolare la morte di Parker, abbia influito il corso della guerra civile a favore dei guerriglieri: Shaw doveva essere il "prossimo comandante dell'esercito" della Rhodesia, a detta di Petter- Bowyer e Parker "il suo miglior comandante sul campo". Il colonnello era "destinato a cose più grandi", scrive Wessels, "...la sua perdita è stata un duro colpo per lo sforzo bellico rhodesiano".
Allo stesso modo, Peter Godwin e Ian Hancock descrivono Shaw come una "figura controversa all'interno dei circoli dell'esercito, antipatico - secondo alcuni - per il suo bere e le sue maniere" ma comunque il "probabile successore" di Walls. Continuano dicendo che "la perdita di Parker e Lamb, d'altra parte, è stata generalmente considerata un duro colpo".